# Brunfelsia
Brunfelsia Plum. ex L., 1753 è un genere di piante sempreverdi della famiglia delle Solanacee originario dell'America centro-meridionale e delle Indie occidentali.

## Descrizione
Si presenta come arbusti o talvolta come piccoli alberi di circa 2-3 metri di altezza, a seconda della specie.

Presenta foglie lucide verde-scuro sulla parte superiore, verde più chiaro in quella inferiore e fiori tubulosi a 5 petali particolarmente profumati.

Questi hanno la particolarità di variare colore durante la maturazione: appaiono violaceo-purpurei alla schiusura, fino a diventare bianco-crema prima di appassire.
Fiorisce da aprile ad agosto.

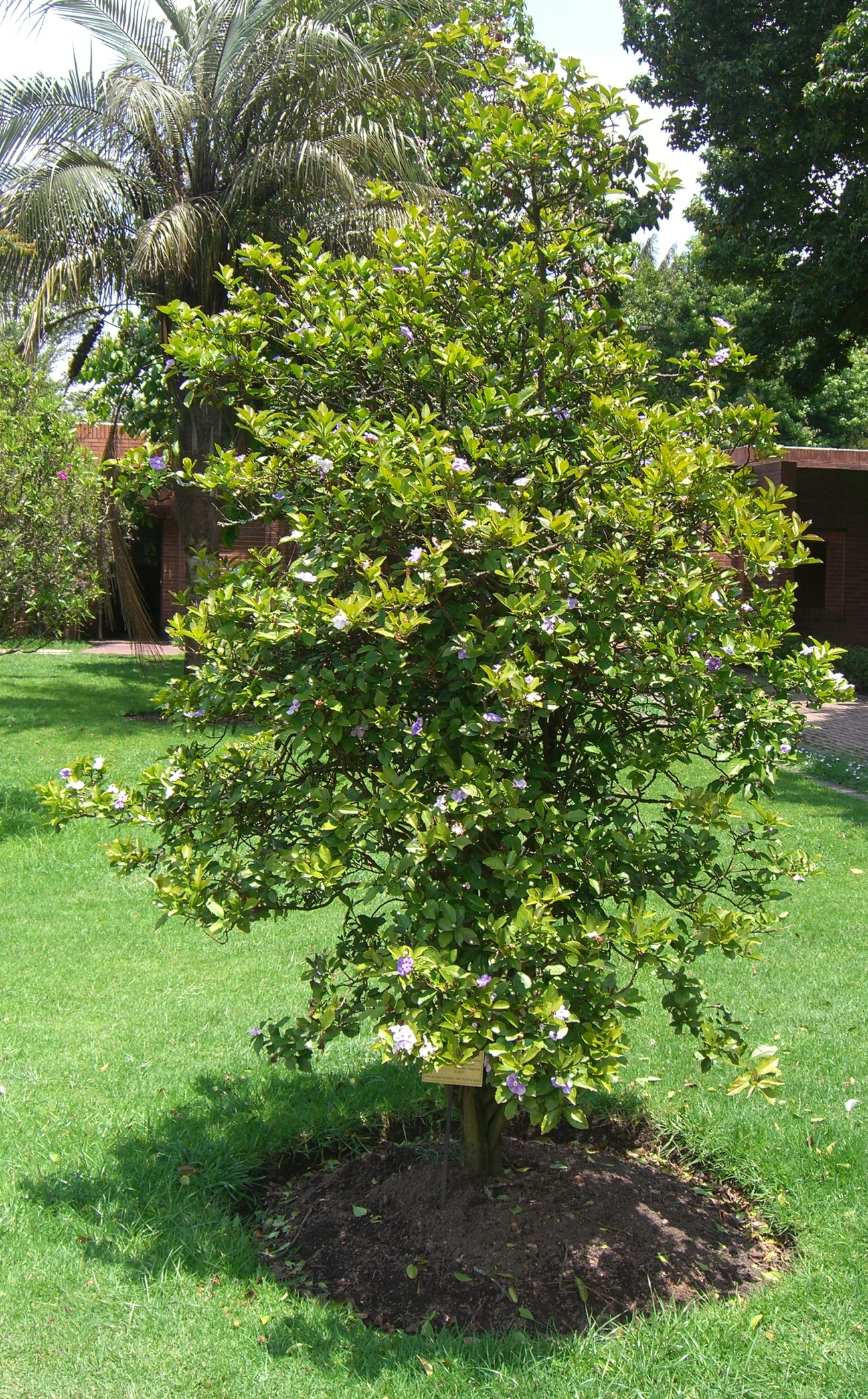
Pianta di Brunfelsia
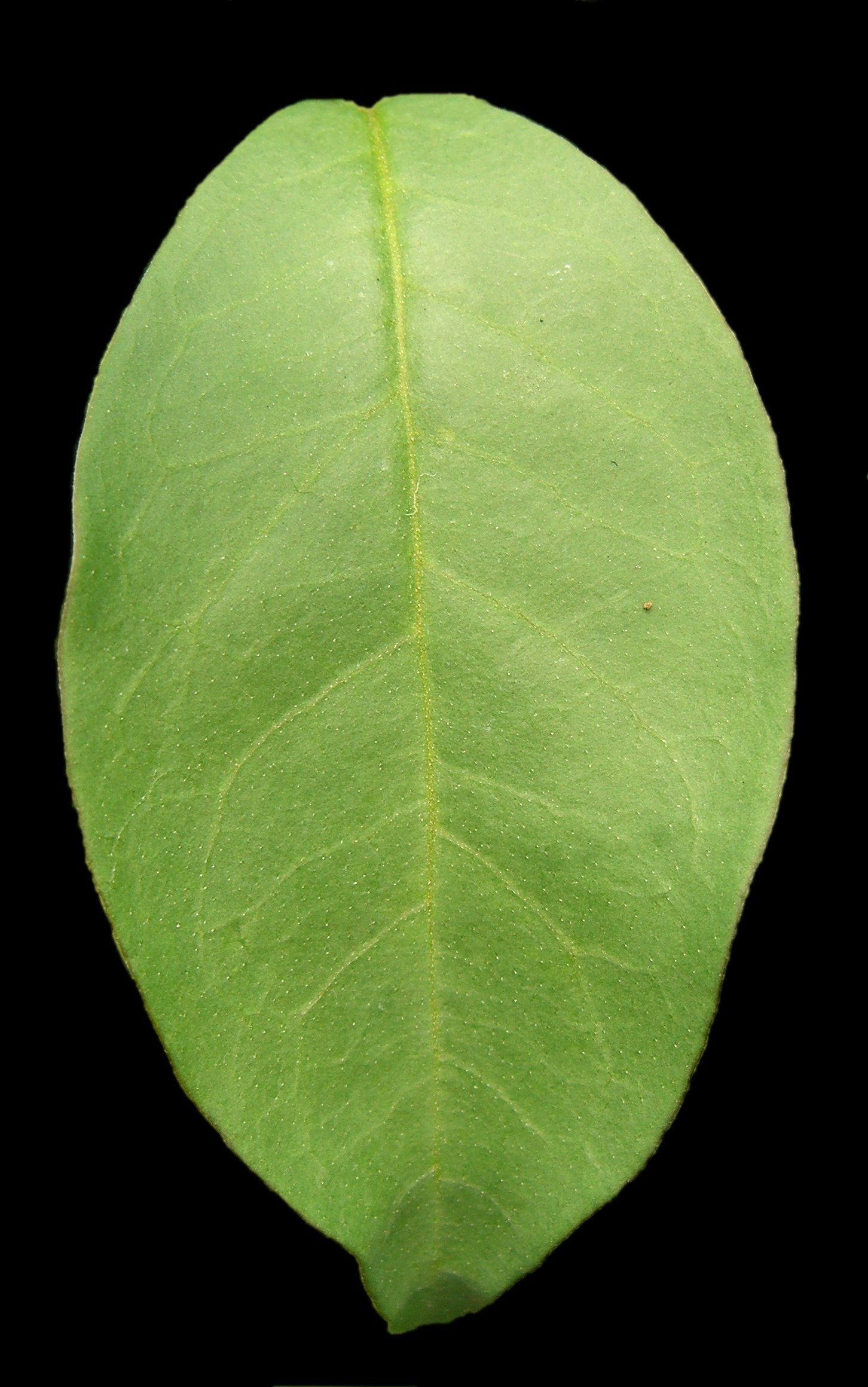
Foglia di Brunfelsia
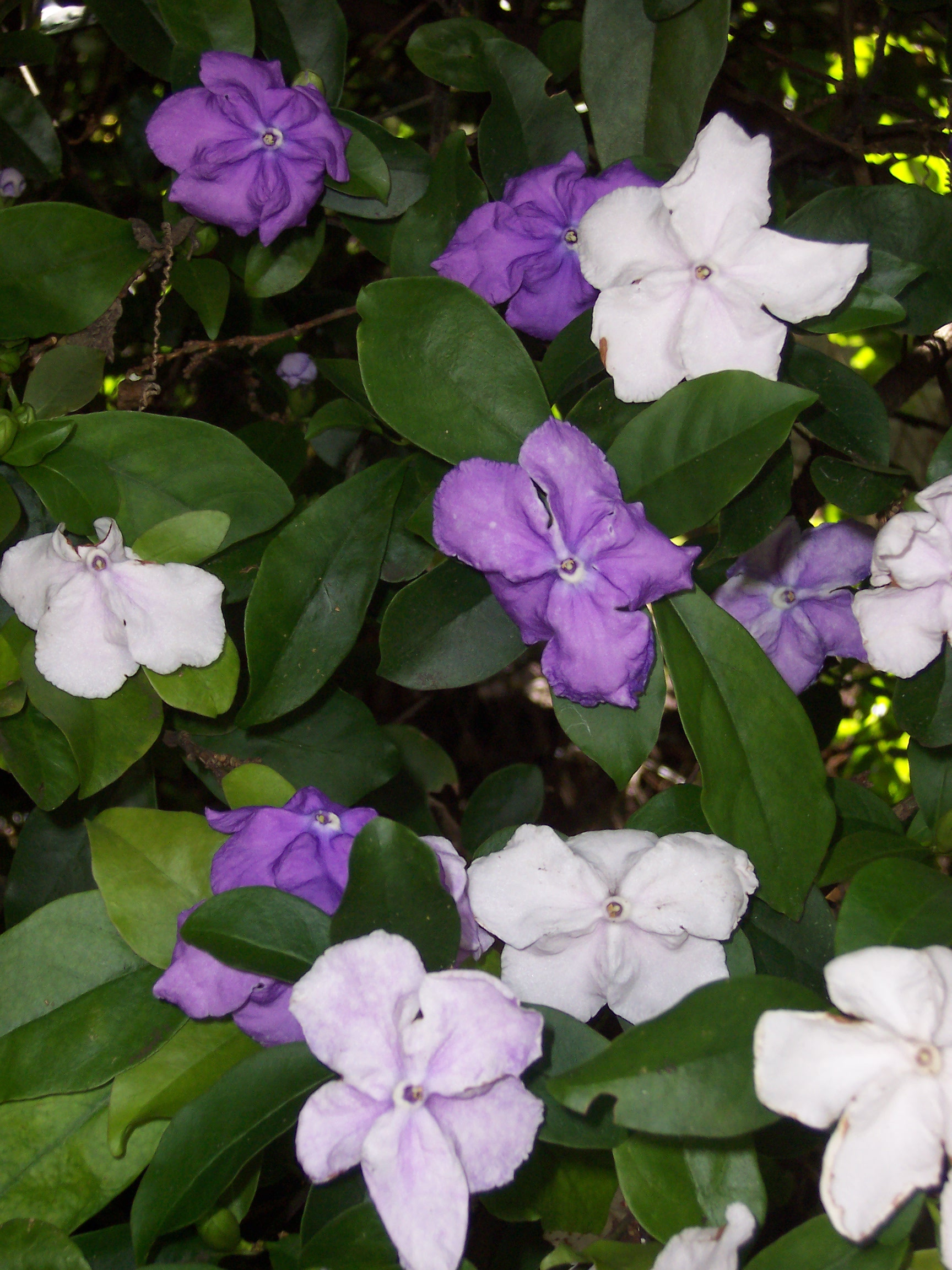
Fiori di Brunfelsia

## Tassonomia
Il genere comprende le seguenti specie:
- Brunfelsia acunae Hadač
- Brunfelsia amazonica C.V.Morton
- Brunfelsia americana L.
- Brunfelsia australis Benth.
- Brunfelsia bahiensis Benth.
- Brunfelsia boliviana Plowman
- Brunfelsia bonodora (Vell.) J.F Macbr.
- Brunfelsia brasiliensis (Spreng.) L.B.Sm. & Downs
- Brunfelsia burchellii Plowman
- Brunfelsia cabiesesiana J.G.Graham
- Brunfelsia cestroides A.Rich.
- Brunfelsia chiricaspi Plowman
- Brunfelsia chocoensis Plowman
- Brunfelsia clandestina Plowman
- Brunfelsia clarensis Britton & P.Wilson
- Brunfelsia cuneifolia J.A.Schmidt
- Brunfelsia densifolia Krug & Urb.
- Brunfelsia dwyeri D'Arcy
- Brunfelsia grandiflora D.Don
- Brunfelsia grisebachii Amshoff
- Brunfelsia guianensis Benth.
- Brunfelsia hydrangeiformis (Pohl) Benth.
- Brunfelsia imatacana Plowman
- Brunfelsia jamaicensis (Benth.) Griseb.
- Brunfelsia lactea Krug & Urb.
- Brunfelsia latifolia (Pohl) Benth.
- Brunfelsia linearis Ekman ex Urb.
- Brunfelsia macrocarpa Plowman
- Brunfelsia macroloba Urb.
- Brunfelsia maliformis Urb.
- Brunfelsia martiana Plowman
- Brunfelsia membranacea Urb.
- Brunfelsia mire Monach.
- Brunfelsia nitida Benth.
- Brunfelsia obovata Benth.
- Brunfelsia pauciflora (Cham. & Schltdl.) Benth.
- Brunfelsia picardae Krug & Urb.
- Brunfelsia pilosa Plowman
- Brunfelsia plicata Urb.
- Brunfelsia plowmaniana Filipowicz & M.Nee
- Brunfelsia pluriflora Urb.
- Brunfelsia portoricensis Krug & Urb.
- Brunfelsia purpurea Griseb.
- Brunfelsia rupestris Plowman
- Brunfelsia shaferi Britton & P.Wilson
- Brunfelsia sinuata A.Rich.
- Brunfelsia splendida Urb.
- Brunfelsia undulata Sw.
- Brunfelsia uniflora (Pohl) D. Don

## Proprietà
Nei tessuti vegetali di questo genere di pianta sono stati trovati alcaloidi allucinogeni del genere atropina.
Veniva infatti usata tramite tinture per scopi medici o cerimonie religiose da popolazioni indigene.